# Ogmoderidius nebulosus
Ogmoderidius nebulosus är en skalbaggsart som beskrevs av Stefan von Breuning 1939. Ogmoderidius nebulosus ingår i släktet Ogmoderidius och familjen långhorningar.
Artens utbredningsområde är Moçambique. Inga underarter finns listade i Catalogue of Life.